# Liste des noms latins des villes françaises
Cet article donne une liste de localités et cités attestées dans l'Antiquité et au Moyen Âge, et aujourd'hui situées en France, dont le nom est mentionné sous une forme latine ou latinisée dans des documents historiques rédigés en latin classique ou en latin médiéval et dont l'existence semble être confirmée par l'archéologie. Les noms de villes sont classés en deux listes :
- la première par ordre alphabétique des noms latins ;
- la seconde en français, par ordre alphabétique.

## Les sources
Les sources nous permettant de connaître les formes latines ou latinisées des toponymes sont multiples. Elles peuvent être classées en trois grandes catégories :

### Sources épigraphiques
L'épigraphie latine se compose essentiellement de :
- bornes milliaires ;
- inscriptions commémoratives ou funéraires, etc.

### Sources textuelles
Elles se composent de mentions littéraires, descriptions d'historiens et de géographes comme :
- Jules César, Commentaires sur la cuerre des Gaules ;
- Strabon, Géographie livres III et IV ;
- Pomponius Mela, Chorographie ;
- Pline l'Ancien, Histoire naturelle ;
- Claude Ptolémée, Géographie, en grec ;
- Listes épiscopales, etc.

### Sources géographiques
- Table de Peutinger ;
- Itinéraire d'Antonin[3] ;
- Gobelets de Vicarello ;
- Anonyme de Bordeaux, Itinéraire de Bordeaux à Jérusalem ;
- Notitia provinciarum et civitatum Galliae.

## Noms latins et noms français correspondants

### A
| Noms latins ou latinisés                                     | Noms français                           |
| ------------------------------------------------------------ | --------------------------------------- |
| Aballo                                                       | Avallon (Yonne)                         |
| Acitodunum                                                   | Ahun (Creuse)                           |
| Ad Lullia                                                    | Abbeville (Somme)                       |
| Ad Silanum                                                   | Puech Crémat-Bas à Nasbinals ? (Lozère) |
| Agedincum                                                    | Sens (Yonne)                            |
| Aginnum                                                      | Agen (Lot-et-Garonne)                   |
| Alba Helviorum                                               | Alba-la-Romaine (Ardèche)               |
| Albiga                                                       | Albi (Tarn)                             |
| Alauna                                                       | Alleaume (Manche)                       |
| Andemantunum                                                 | Langres (Haute-Marne)                   |
| Aquae                                                        | Aix-les-Bains (Savoie)                  |
| Aquae Convenarum                                             | Bagnères-de-Bigorre (Hautes-Pyrénées)   |
| Aquae Sextiae                                                | Aix-en-Provence (Bouches-du-Rhône)      |
| Aquae Tarbellicae                                            | Dax (Landes)                            |
| Aquilonia                                                    | Quimper (Finistère)                     |
| Aquis Bormonis                                               | Bourbon-l'Archambault (Allier)          |
| Aquis Calidis                                                | Vichy (Allier)                          |
| Aquis Neri                                                   | Néris-les-Bains (Allier)                |
| Aquis Nisinaeï,                                              | Saint-Honoré-les-Bains (Nièvre)         |
| Aquis Salientes                                              | Salt-en-Donzy (Loire)                   |
| Aquis Segete                                                 | Moingt (Loire)                          |
| Aquis Segeste                                                | Sceaux-du-Gâtinais (Loiret)             |
| Arausio                                                      | Orange (Vaucluse)                       |
| Aregenua (Peutinger : Araegenut.)                            | Vieux-la-Romaine (Calvados)             |
| Arelate                                                      | Arles (Bouches-du-Rhône)                |
| Argentomagus                                                 | Argenton-sur-Creuse (Indre)             |
| Argentoratum, Augusta Argentorate, Argentoria, Argentinensis | Strasbourg (Bas-Rhin)                   |
| Arpajonum, Arpajoni castrum, Arpacona                        | Arpajon (Essonne)                       |
| Arsiacum                                                     | Arcy-sur-Cure (Yonne)                   |
| Asa Paulini                                                  | Anse (Rhône)                            |
| S. Audoeni fanum, villa od. domus                            | Saint-Ouen (Seine-Saint-Denis)          |
| Augusta Suessionum                                           | Soissons (Aisne)                        |
| Augusta Viromanduorum                                        | Saint-Quentin (Aisne)                   |
| Augustobona, Augustobonam, Augustoboua, Trecae               | Troyes (Aube)                           |
| Augustodunum                                                 | Autun (Saône-et-Loire)                  |
| Augustodurum, Bajocae, Bajocassium civitas                   | Bayeux (Calvados)                       |
| Augustomagus, Silvanectum                                    | Senlis (Oise)                           |
| Augustonemetum                                               | Clermont-Ferrand (Puy-de-Dôme)          |
| Augustoritum, Lemovicum (Peutinger : Ausrito)                | Limoges (Haute-Vienne)                  |
| Autessiodurum                                                | Auxerre (Yonne)                         |
| Autricum                                                     | Chartres (Eure-et-Loir)                 |
| Avenio                                                       | Avignon (Vaucluse)                      |
| Avaricum, Bituricum                                          | Bourges (Cher)                          |
| Axima                                                        | Aime (Savoie)                           |

### B
| Noms latins ou latinisés             | Noms français                      |
| ------------------------------------ | ---------------------------------- |
| Bacernæ                              | Bazarnes (Yonne)                   |
| Bagacum Nerviorum                    | Bavay (Nord)                       |
| Balgenciacus                         | Beaugency (Loiret)                 |
| Belna                                | Beaune (Côte-d'Or)                 |
| Belca                                | Dampierre-en-Burly (Loiret)        |
| BENEHARNUM                           | Lescar (Pyrénées-Atlantiques)      |
| Bergusium                            | Bourgoin (Isère)                   |
| Bidiscum, Bichium, Bitis, Bites      | Bitche (Moselle)                   |
| Bigarcium, Bigartu, Biarcœ, Biarcium | Biache-Saint-Vaast (Pas-de-Calais) |
| Boios                                | Biganos-Lamothe (Gironde)          |
| Boutae                               | Annecy (Haute-Savoie)              |
| Brestum, Brestia, Brivates Portis    | Brest (Finistère)                  |
| Briga                                | Eu (Seine-Maritime)                |
| Brigantio                            | Briançonnet (Alpes-Maritimes)      |
| BRIVA                                | Brive-la-Gaillarde (Corrèze)       |
| Brivoduro                            | Briare (Loiret)                    |
| Brocomagus                           | Brumath (Bas-Rhin)                 |
| Burdigala                            | Bordeaux (Gironde)                 |

### C
| Nom latins ou latinisés                                                                                             | Noms français                             |
| --- | ----------------------------------------- |
| Cadomum | Caen (Calvados)                           |
| Caesarodunum, Turoni, Metropolis civitas Turonum, Turonorum, Augusta Turonum, T(h)oronus, Turonica civitas, Turones | Tours (Indre-et-Loire)                    |
| Caesaromagus, Bellovacum                                                                                            | Beauvais (Oise)                           |
| Caliacum, Calagum                                                                                                   | Chailly-en-Brie (Seine-et-Marne)          |
| Camaracum | Cambrai (Nord)                            |
| Carantomago | disparu, commune de Compolibat (Aveyron)  |
| Caranusca | Hettange-Grande (Moselle)                 |
| Carpentorate Meminorum                                                                                              | Carpentras (Vaucluse)                     |
| Castellum Menaporum                                                                                                 | Cassel (Nord)                             |
| Castrum Caninum | Château-Chinon (Nièvre)                   |
| Castrum Vernonense                                                                                                  | Vernon (Eure)                             |
| Catalaunum, Catelaunorum                                                                                            | Châlons-en-Champagne (Marne)              |
| CaBillonum | Chalon-sur-Saône (Saône-et-Loire)         |
| Cemenelum | Cimiez quartier de Nice (Alpes-Maritimes) |
| Cenabum, Aurelianum                                                                                                 | Orléans (Loiret)                          |
| Compendium (MA) | Compiègne (Oise)                          |
| Condate Riedonum | Rennes (Ille-et-Vilaine)                  |
| Condevincum , Portus Namnetum                                                                                       | Nantes (Loire-Atlantique)                 |
| Condatomagus | La Graufesenque / Millau (Aveyron)        |
| Cora | Saint-Moré (Yonne)                        |
| Corensi | Corancy (Nièvre)                          |
| Corobilium | Corbeil (Marne)                           |
| Corbolium | Corbeil-Essonnes (Essonne)                |
| Crisenaria | Cressy (Seine-Maritime)                   |
| Cularo (jusque 381)                                                                                                 | Grenoble (Isère)                          |
| Corterate, Coerteratis                                                                                              | Coutras (Gironde)                         |

### D
| Noms latins ou latinisés  | Noms français                             |
| ------------------------- | ----------------------------------------- |
| Darioritum                | Vannes (Morbihan)                         |
| Darantasia                | Moûtiers (Savoie)                         |
| Dea Augusta Vocontiorum   | Die (Drôme)                               |
| Degena                    | Decize (Nièvre)                           |
| Dinia, Diniensium civitas | Digne-les-Bains (Alpes-de-Haute-Provence) |
| Divio                     | Dijon (Côte-d'Or)                         |
| Divodurum                 | Metz (Moselle)                            |
| Divona Cadurcorum         | Cahors (Lot)                              |
| Durocassium               | Dreux (Eure-et-Loir)                      |
| Durocortorum, Remis       | Reims (Marne)                             |
| Duroicoregum              | Domqueur (Somme)                          |

### E
| Noms latins ou latinisés            | Noms français         |
| ----------------------------------- | --------------------- |
| Ebrodunensium, Eburodurum           | Embrun (Hautes-Alpes) |
| Eburobriga                          | Avrolles (Yonne)      |
| Elimberrum, Augusta Auscorum        | Auch (Gers)           |
| Elusa                               | Éauze (Gers)          |
| Engolisma, Iculisma                 | Angoulême (Charente)  |
| Epomanduodurum                      | Mandeure (Doubs)      |
| Erbinum                             | Nevers (Nièvre)       |
| Eturamina (Alpes de Haute-Provence) |                       |

### F
| Noms latins ou latinisés                      | Noms français                    |
| --------------------------------------------- | -------------------------------- |
| Fanomin (GOL : Fanum Minervae)                | La Cheppe (Marne)                |
| Flavia (GOL : Flaviacum)                      | Saint-Germer-de-Fly (Oise)       |
| Flaviniacum (GOL : Flaviacum)                 | Flavigny-sur-Ozerain (Côte-d'Or) |
| Forum Julii                                   | Fréjus (Var)                     |
| Forum Segusiavorum, Forum Segusiavorum Libera | Feurs (Loire)                    |

### G
| Noms latins ou latinisés        | Noms français                             |
| ------------------------------- | ----------------------------------------- |
| Gesoriacum, Bononia             | Boulogne-sur-Mer (Pas-de-Calais)          |
| Glannativa                      | Glandèves (Alpes de Haute-Provence)       |
| Glanum                          | Saint-Rémy-de-Provence (Bouches-du-Rhône) |
| Gratianopolis (à partir de 381) | Grenoble (Isère)                          |
| Gaiacum                         | Gye (Meurthe-et-Moselle)                  |

### H
| Noms latins ou latinisés | Noms français |
| ------------------------ | ------------- |
|                          |               |

### I / J
| Noms latins ou latinisés    | Noms français                |
| --------------------------- | ---------------------------- |
| Icidmago, Iciomago          | sur Usson-en-Forez (Loire)   |
| Illiberris, Castrum Helenae | Elne (Pyrénées-Orientales)   |
| Indiciacum                  | Saint-Flour (Cantal)         |
| Isla                        | Lille (Nord)                 |
| Intaranum, Intranum         | Entrains-sur-Nohain (Nièvre) |
| Iatinum                     | Meaux (Seine-et-Marne)       |
| Judicium                    | Yutz (Moselle)               |
| Juliobona                   | Lillebonne (Seine-Maritime)  |
| Juliomagus                  | Angers (Maine-et-Loire)      |

### L
| Noms latins ou latinisés                 | Noms français                               |
| ---------------------------------------- | ------------------------------------------- |
| Lapurdum                                 | Bayonne (Pyrénées-Atlantiques)              |
| Legedia, Abrincas                        | Avranches (Manche)                          |
| Limonum                                  | Poitiers (Vienne)                           |
| Ludna                                    | Saint-Georges-de-Reneins (Rhône)            |
| Lugdunum                                 | Lyon (Rhône)                                |
| Lugdunum Clavatum, Laudunum, Laudunensis | Laon (Aisne)                                |
| Lugdunum Convenarum                      | Saint-Bertrand-de-Comminges (Haute-Garonne) |
| Lutetia, Lutetia Parisiorum              | Paris                                       |
| Luteva / Forum Neronis                   | Lodève (Hérault)                            |

### M
| Noms latins ou latinisés | Noms français                    |
| ------------------------ | -------------------------------- |
| Magdunum                 | Meung-sur-Loire (Loiret)         |
| Massilia                 | Marseille (Bouches-du-Rhône)     |
| Massava                  | Mesves-sur-Loire (Nièvre)        |
| Matisco                  | Mâcon (Saône-et-Loire)           |
| Maurienna                | Saint-Jean-de-Maurienne (Savoie) |
| Medicinum                | Mézin (Lot-et-Garonne)           |
| Mediolanum Aulercorum    | Évreux (Eure)                    |
| Mediolanum Biturigum     | Châteaumeillant (Cher)           |
| Mediolanum Santonum      | Saintes (Charente-Maritime)      |
| Modonium (MA)            | Moingt (Loire)                   |
| Monspessulanum           | Montpellier (Hérault)            |

### N
| Noms latins ou latinisés                                                            | Noms français                    |
| ----------------------------------------------------------------------------------- | -------------------------------- |
| Narbo Martius, Narbonensis                                                          | Narbonne (Aude)                  |
| Nemausus                                                                            | Nîmes (Gard)                     |
| Nemetacum / Nemetacum Atrebatum                                                     | Arras (Pas-de-Calais)            |
| Neriomagus / Aquæ Nerii                                                             | Néris-les-Bains (Allier)         |
| Nicaea, Nicia                                                                       | Nice (Alpes-Maritimes)           |
| Noviodunum                                                                          | Jublains (Mayenne)               |
| Noviodunum Biturigum                                                                | Neung-sur-Beuvron (Loir-et-Cher) |
| Noviomagus Lexoviorum (GOL : Lexovium)                                              | Lisieux (Calvados)               |
| Noviomagus Veromanduorum (GOL : Noviomium, Noviomense palatium, Noviomum, Novionum) | Noyon (Oise)                     |
| Novio Rito (GOL : Niortum, Novirogus, Nyrax)                                        | Niort (Deux-Sèvres)              |
| Nantios, Nanceium                                                                   | Nancy (Meurthe-et-Moselle)       |

### O
| Noms latins ou latinisés | Noms français  |
| ------------------------ | -------------- |
| Olbia, Pomponiana, Eyras | Hyères (Var)   |
| Odovna / Oduna           | Ouanne (Yonne) |

### P
| Noms latins ou latinisés  | Noms français                      |
| ------------------------- | ---------------------------------- |
| Ponte Saravi, Pons Saravi | Sarrebourg (Moselle)               |
| Portus Itius              | Wissant ? (Pas-de-Calais)          |
| Portus Syracusanus        | Porto-Vecchio (Corse-du-Sud)       |
| Portus Veneris            | Port-Vendres (Pyrénées-Orientales) |

### Q
| Noms latins ou latinisés    | Noms français         |
| --------------------------- | --------------------- |
| Quimperlacum, Quimperlegium | Quimperlé (Finistère) |

### R
| Noms latins ou latinisés | Noms français                                     |
| ------------------------ | ------------------------------------------------- |
| Ramboletium              | Rambouillet (Yvelines)                            |
| Rauranum                 | Rom (Deux-Sèvres)                                 |
| Revessio / Ruessio       | Saint-Paulien (Haute-Loire)                       |
| Ricomagum                | Riom (Puy-de-Dôme)                                |
| Rigomagus, Rigomagensis  | Faucon-de-Barcelonnette (Alpes-de-Haute-Provence) |
| Riobe                    | Châteaubleau (Seine-et-Marne)                     |
| Rodium                   | Roiglise (Somme)                                  |
| Rodumna                  | Roanne (Loire)                                    |
| Rotomagus                | Rouen (Seine-Maritime)                            |
| Ruper-Regia              | Rocroi (Ardennes)                                 |
| Ruscino                  | Château-Roussillon (Pyrénées-Orientales)          |

### S
| Noms latins ou latinisés                   | Noms français                        |
| ------------------------------------------ | ------------------------------------ |
| Salinensium                                | Castellane (Alpes-de-Haute-Provence) |
| Samarobriva                                | Amiens (Somme)                       |
| Sanitiensium                               | Senez (Alpes-de-Haute-Provence)      |
| Segessera                                  | Bar-sur-Aube (Aube)                  |
| Sidvo, Sidolocus ou Sedelocus              | Saulieu (Côte-d'Or)                  |
| Sodobrium                                  | Suèvres (Loir-et-Cher)               |
| Spinetum, Spinogelum, Spinoilum, Espinolum | Épinay-sur-Orge (Essonne)            |

### T
| Noms latins ou latinisés | Noms français              |
| ------------------------ | -------------------------- |
| Taruenna                 | Thérouanne (Pas-de-Calais) |
| Tasciaca                 | Thésée (Loir-et-Cher)      |
| Telo Martius             | Toulon (Var)               |
| Tolosa                   | Toulouse (Haute-Garonne)   |
| Tres Tabernæ             | Saverne (Bas-Rhin)         |
| Tullum Leucorum          | Toul (Meurthe-et-Moselle)  |

### U
| Noms latins | Noms français    |
| ----------- | ---------------- |
| Ugernum     | Beaucaire (Gard) |

### V
| Noms latins ou latinisés | Noms français                  |
| ------------------------ | ------------------------------ |
| Varadeto                 | Varaire (Lot)                  |
| Vesontio                 | Besançon (Doubs)               |
| Vetula Vinea             | Viellevigne (Loire-Atlantique) |
| Vienna                   | Vienne (Isère)                 |
| Viennavicus              | Vienne-en-Val (Loiret)         |
| Vierium                  | Vihiers (Maine-et-Loire)       |
| Vindana Portus           | Ambierle (Loire)               |
| Vintiensium              | Vence (Alpes-Maritimes)        |
| Vorgium                  | Carhaix-Plouguer (Finistère)   |
| Vultiniacum              | Voutenay-sur-Cure (Yonne)      |

## Noms français et noms latins correspondants
Abréviations utilisées :
- G = Grec
- RR = République romaine
- HE = Haut-Empire
- BE = Bas-Empire
- MA = Moyen Âge
- TM = Temps modernes

### A
| Nom français ou francisé                   | Noms latins ou latinisés                             | statut                                                                          | Code commune |
| ------------------------------------------ | ---------------------------------------------------- | ------------------------------------------------------------------------------- | ------------ |
| Abbeville (Somme)                          | Ad Lullia                                            |                                                                                 | 80 001       |
| Agde (Hérault)                             | Agathe Tyche (G : vers 525 av. J.-C. puis RR)        | colonie grecque de Massalia puis ville sous domination romaine en 118 av. J.-C. | 34 003       |
| Agen (Lot-et-Garonne)                      | Aginnum (HE)                                         | chef-lieu de civitas                                                            | 47 001       |
| Ahun (Creuse)                              | Acitodunum (HE)                                      | vicus                                                                           | 23 001       |
| Aix-en-Provence (Bouches-du-Rhône)         | Aquae Sextiae (RR)                                   | colonie                                                                         | 13 001       |
| Aix-les-Bains (Savoie)                     | Aquae (HE), Aquis villam (MA)                        | vicus                                                                           | 73 008       |
| Alleaume (Manche)                          | Alauna                                               |                                                                                 | 50 615       |
| Alba-la-Romaine (Ardèche)                  | Alba Augusta Helviorum (HE)                          | chef-lieu de civitas                                                            | 07 005       |
| Albi (Tarn)                                | Albiga, Civitas albigensium à partir de 406 (BE)     | chef-lieu de civitas                                                            | 81 004       |
| Aléria (Haute-Corse)                       | Aleria (HE)                                          | colonie                                                                         | 2B 009       |
| Alise-Sainte-Reine (Côte-d'or)             | Alesia (HE)                                          | vicus                                                                           | 21 008       |
| Ambierle (Loire)                           | Vindana Portus                                       | vicus                                                                           |              |
| Amiens (Somme)                             | Samarobriva (HE), Ambianorum (BE)                    | chef-lieu de civitas                                                            | 80 021       |
| Ancenis - Saint-Géréon (Loire-Atlantique)  | Ancenesium (HE), Angenisium, Angenium                | vicus                                                                           | 44 003       |
| Angers (Maine-et-Loire)                    | Juliomagus (HE)                                      | chef-lieu de civitas                                                            | 49 007       |
| Angoulême (Charente)                       | Engolisma, Iculisma (HE)                             | civitas (fin IIIe ou IVe siècle)                                                | 16 015       |
| Annecy (Haute-Savoie)                      | Boutae (HE), Anesciacum (MA), Annecium (TM)          | vicus                                                                           | 74 010       |
| Annemasse (Haute-Savoie)                   | Namascae (HE)                                        | vicus                                                                           | 74 012       |
| Anse (Rhône)                               | Asa Paulini                                          |                                                                                 |              |
| Antibes (Alpes-Maritimes)                  | Antipolis (G)                                        | chef-lieu de civitas                                                            | 06 004       |
| Apt (Vaucluse)                             | Apta Julia ou Apta Julia Vulgientis (HE)             | colonie de droit latin                                                          | 84 003       |
| Ardentes (Indre)                           | Alerta (HE)                                          | vicus                                                                           | 36 005       |
| Argentan (Orne)                            | Argentomagos / Argentomagus (HE)                     | civitas ?                                                                       | 61 006       |
| Argentat (Corrèze)                         | Argentoratum (HE)                                    | vicus ?                                                                         | 19 010       |
| Argenton-sur-Creuse - Saint-Marcel (Indre) | Argentomagus (HE)                                    | pagus ?                                                                         | 36 006       |
| Arles (Bouches-du-Rhône)                   | Arelate (RR)                                         | colonie                                                                         | 13 004       |
| Arpajon (Essonne)                          | Arpajonum, Arpajoni castrum, Arpacona                | castrum et canabae                                                              | 91 021       |
| Arras (Pas-de-Calais)                      | Nemetacum (HE), Nemetocenna, Atrebatis (BE)          | chef-lieu de civitas                                                            | 62 041       |
| Aubusson (Creuse)                          | Albuciensis (MA)                                     |                                                                                 | 23 008       |
| Auch (Gers)                                | Elimberrum, Augusta Auscorum (HE)                    | chef-lieu de civitas                                                            | 32 013       |
| Audierne (Finistère)                       | Vindana Portus (HE)                                  |                                                                                 | 29 003       |
| Aulnay (Charente-Maritime)                 | Aunedonnacum (HE)                                    | camp romain puis vicus                                                          | 17 024       |
| Aurillac (Cantal)                          | Aureliacum (HE)                                      | vicus                                                                           | 15 014       |
| Autun (Saône-et-Loire)                     | Augustodunum (HE)                                    | civitas                                                                         | 71 014       |
| Auxerre (Yonne)                            | Autessiodurum, Autessio sur Peutinger (HE), Autricum | vicus puis chef-lieu de civitas au IIIe siècle                                  | 89 024       |
| Avallon (Yonne)                            | Aballo                                               |                                                                                 | 89 025       |
| Avignon (Vaucluse)                         | Avenio (HE)                                          | chef-lieu de civitas                                                            | 84 007       |
| Avranches (Manche)                         | Legedia (HE), Abrincas (BE)                          | chef-lieu de civitas                                                            | 50 025       |
| Avrolles (Yonne)                           | Eburobriga                                           | oppidum                                                                         | 89 026       |

### B
| Nom français ou francisé                | Noms latins ou latinisés                                                                                | statut                                                                                                 | Code commune |
| --------------------------------------- | --- | --- | ------------ |
| Bagnères-de-Bigorre (Hautes-Pyrénées)   | Aquae Convenarum                                                                                        | | 65 059       |
| Banassac (Lozère)                       | Banaciacum (HE)                                                                                         | vicus                                                                                                  | 48 500       |
| Bar-le-Duc (Meuse)                      | Caturiges (HE)                                                                                          | mutatio ou mansio                                                                                      | 55 000       |
| Barcelonnette (Alpes-de-Haute-Provence) | civitas Rigomagensium (HE)                                                                              | chef-lieu de civitas jusqu’à la fin du IVe siècle puis vicus                                           | 04 019       |
| Bar-sur-Aube (Aube)                     | Segessera                                                                                               | | 10 033       |
| Barzan (Charente-Maritime)              | Novioregum (HE)                                                                                         | pagus ou vicus                                                                                         | 17 034       |
| Bavay (Nord)                            | Bagacum Nerviorum (HE)                                                                                  | chef-lieu de civitas jusqu'au début du Ve siècle                                                       | 59 053       |
| Bayeux (Calvados)                       | Augustodurum (HE), Bajocae, Bajocassium civitas                                                         | civitas                                                                                                | 14 047       |
| Bayonne (Pyrénées-Atlantiques)          | Lapurdum (HE), Baiona                                                                                   | | 64 102       |
| Bazas (Gironde)                         | Cossium, civitas Basatica (BE)                                                                          | civitas                                                                                                | 33 036       |
| Beaucaire (Gard)                        | Ugernum                                                                                                 | | 30 032       |
| Beaugency (Loiret)                      | Balgenciacus                                                                                            | |              |
| Beaune (Côte-d'Or)                      | Belna (HE)                                                                                              | vicus                                                                                                  | 21 054       |
| Beauvais (Oise)                         | Caesaromagus (HE), Bellovacis (BE), Bellovacum                                                          | chef-lieu de civitas                                                                                   | 60 057       |
| Besançon (Doubs)                        | Vesontio (HE)                                                                                           | chef-lieu de civitas                                                                                   | 25 056       |
| Béziers (Hérault)                       | Colonia Urbs Julia Septimanorum Baeterra (RR : 36 av. J.-C.), Civitas urbs baeterrensis, Baeterrae (BE) | colonie de droit romain                                                                                | 34 032       |
| Biache-Saint-Vaast (Pas-de-Calais)      | Bigarcium, Bigartu, Biarcœ, Biarcium                                                                    | chef-lieu de civitas                                                                                   |              |
| Bitche (Moselle)                        | Bidiscum, Bichium, Bitis, Bites                                                                         | |              |
| Bobigny (Seine-Saint-Denis)             | Balbinius, Balbiniacum                                                                                  | villa                                                                                                  | 93 008       |
| Bordeaux (Gironde)                      | Burdigala (HE)                                                                                          | chef-lieu de civitas, municipe de droit latin, capitale de l'Aquitaine seconde à partir du IIIe siècle | 33 063       |
| Boulogne-Billancourt (Hauts-de-Seine)   | Bononia ad Sequanam                                                                                     | | 92 012       |
| Boulogne-sur-Mer (Pas-de-Calais)        | Gesoriacum (HE), Bononia (BE)                                                                           | pagus ? puis chef-lieu de civitas après 293                                                            | 62 160       |
| Bourbon-l'Archambault (Allier)          | Aquis Bormonis                                                                                          | ? | 03 036       |
| Bourges (Cher)                          | Avaricum (HE)                                                                                           | chef-lieu de civitas                                                                                   | 18 033       |
| Bourgoin (Isère)                        | Bergusium                                                                                               | |              |
| Bourg-Saint-Andéol (Ardèche)            | Bergoïata                                                                                               | vicus                                                                                                  | 07 042       |
| Boussac (Creuse)                        | Bociacus / Bociacum                                                                                     | | 23 031       |
| Brest (Finistère)                       | Gesocribatum, Gesocribates, Brivates Portis, Brestum (MA), Brestia                                      | castrum                                                                                                | 29 019       |
| Briançon (Hautes-Alpes)                 | Brigantio, castellum Virgantiam (seconde moitié du IVe siècle)                                          | civitas                                                                                                | 05 023       |
| Briançonnet (Alpes-Maritimes)           | Brigomagus                                                                                              | vicus                                                                                                  | 06 024       |
| Briare (Loiret)                         | Brivoduro                                                                                               | vicus                                                                                                  | 45 053       |
| Brive-la-Gaillarde (Corrèze)            | Briva Curretia (HE), Brivae (MA)                                                                        | vicus                                                                                                  | 19 031       |
| Brumath (Bas-Rhin)                      | Brocomagus                                                                                              | |              |

### C
| Nom français ou francisé                                        | Noms latins ou latinisés                                          | statut                            | Code commune   |
| --------------------------------------------------------------- | ----------------------------------------------------------------- | --------------------------------- | -------------- |
| Caen (Calvados)                                                 | Cadon, Cathim, Cadomo ou Cadumo (MA), Cadomum                     | vicus                             | 14 118         |
| Cahors (Lot)                                                    | Divona Cadurcorum (HE), Cadurco                                   | civitas                           | 46 042         |
| Cambrai (Nord)                                                  | Cameracum (HE), Camaracum                                         | vicus, début du Ve siècle civitas | 59 122         |
| Candé (Maine-et-Loire)                                          | Condatum, Condeium, Candetum, Candiacus (MA)                      | vicus                             | 49 054         |
| Carcassonne (Aude)                                              | Julia Carcaso (HE)                                                | colonie                           | 11 069         |
| Carentan (Manche)                                               | Karentonem, Carentomus (MA)                                       | vicus                             | 50 099         |
| Carhaix-Plouguer (Finistère)                                    | Vorgium (HE)                                                      | civitas                           | 29 024         |
| Carpentras (Vaucluse)                                           | Carpentorate Meminorum (HE)                                       | pagus ?                           | 84 031         |
| Cassel (Nord)                                                   | Castellum Menapiorum (HE)                                         | civitas                           | 59 135         |
| Castellane (Alpes-de-Haute-Provence)                            | Civitas Saliniensum, Salinae (HE)                                 | civitas                           | 04 039         |
| Castres (Tarn)                                                  | Castrum (MA)                                                      |                                   | 81 065         |
| Caudebec-en-Caux (Seine-Maritime)                               | Loium                                                             | vicus ?                           | 76 164         |
| Chailly-en-Brie (Seine-et-Marne)                                | Caliacum, Calagum                                                 |                                   |                |
| Chalon-sur-Saône (Saône-et-Loire)                               | Cabillo(num) (RR)                                                 | vicus ?                           | 71 076         |
| Châlons-en-Champagne (Marne)                                    | Durocatalanum, Catalaunum, Catelaunorum                           | civitas                           | 51 108         |
| Chambéry (Savoie)                                               | Lemencum, Leminco (BE), Camefriacum (MA), Camberiacum (TM)        | vicus                             | 73 065         |
| Charleville-Mézières quartier de Montcy-Saint-Pierre (Ardennes) | Castricum (Castrice)                                              | vicus                             | 08 105         |
| Chartres (Eure-et-Loir)                                         | Autricum (HE)                                                     | civitas                           | 28 085         |
| Chassenon (Charente)                                            | Cassinomagus (HE)                                                 | vicus                             | 16 086         |
| Châteaubleau (Seine-et-Marne)                                   | Riobe                                                             |                                   | 77 098         |
| Château-Chinon (Nièvre)                                         | Castrum Caninum                                                   | castrum ?                         | 58 062, 58 063 |
| Châteaumeillant (Cher)                                          | Mediolanum Biturigum                                              |                                   |                |
| Château-Roussillon quartier de Perpignan (Pyrénées-Orientales)  | Ruscino (HE)                                                      | civitas                           | 66 136         |
| Château-Thierry (Aisne)                                         | Otmus                                                             | vicus                             | 02 168         |
| Chaudes-Aigues (Cantal)                                         | Calentes Baioe (BE), Calide Aquis (MA)                            | vicus                             | 15 045         |
| La Cheppe (Marne)                                               | Fanomin                                                           |                                   | 50 129         |
| Cherbourg (Manche)                                              | Coriallum (BE)                                                    |                                   | 50 129         |
| Chorges (Hautes-Alpes)                                          | Civit Catur                                                       | civitas du pagus Rigomagensis     | 05 040         |
| Cimiez quartier de Nice (Alpes-Maritimes)                       | Cemenelum (HE)                                                    | civitas                           | 06 088         |
| Clermont-Ferrand (Puy-de-Dôme)                                  | Augustonemetum (HE), Clarus Mons                                  | civitas ?                         | 63 113         |
| Clisson (Loire-Atlantique)                                      | Clissonium                                                        | vicus ?                           | 44 043         |
| Colmar (Haut-Rhin)                                              | Columbaria (MA), Calmaria (TM)                                    |                                   | 68 066         |
| Compiègne (Oise)                                                | Compendium (MA : VIe siècle)                                      |                                   | 60 159         |
| Compolibat (Aveyron)                                            | Carantomago (site disparu)                                        |                                   |                |
| Corancy (Nièvre)                                                | Corensi (MA)                                                      |                                   | 58 082         |
| Corbeil-Essonnes (Essonne)                                      | Corbolium                                                         |                                   | 91 174         |
| Corbeil (Marne)                                                 | Corobilium                                                        |                                   |                |
| Corsept (Loire-Atlantique)                                      | Corbilo (identification incertaine)                               | vicus                             | 44 046         |
| Corseul (Cotes d'Armor)                                         | Fanum Martis (HE)                                                 | civitas                           | 22 048         |
| Coutras (Gironde)                                               | Corterate, Coerteratis                                            |                                   |                |
| Coutances (Manche)                                              | Cosedia, Constantia (BE)                                          | civitas puis pagus                | 50 147         |
| Cressy (Seine-Maritime)                                         | Crisciacum (MA)                                                   |                                   | 76 191         |
| Créteil (Val-de-Marne)                                          | Vicus Cristolium, Vicus Christalius (MA), Christolium, Cristolium | vicus                             | 94 028         |
| Le Croisic (Loire-Atlantique)                                   | Crociliacum, Crocilliacum                                         |                                   | 44 049         |

### D
| Nom français ou francisé                  | Noms latins ou latinisés     | statut                         | Code commune |
| ----------------------------------------- | ---------------------------- | ------------------------------ | ------------ |
| Dampierre-en-Burly (Loiret)               | Belca                        |                                | 45 122       |
| Dax (Landes)                              | Aquae Tarbellicae (HE)       | civitas                        | 40 088       |
| Decize (Nièvre)                           | Degena                       | oppidum celtique               | 58 095       |
| Delle (Territoire de Belfort)             | Datira ou Dadila (MA)        | mansio ou vicus                | 90 033       |
| Die (Drôme)                               | Dea Augusta Vocontiorum (HE) | civitas à partir du IIe siècle | 26 113       |
| Digne-les-Bains (Alpes-de-Haute-Provence) | Dinia, Diniensium civitas    | civitas                        | 04 070       |
| Dijon (Côte-d'Or)                         | Divio                        | vicus                          | 21 231       |
| Domqueur (Somme)                          | Duroicoregum                 | mansio                         | 80 249       |
| Dreux (Eure-et-Loir)                      | Durocassium (HE)             | civitas                        | 28 134       |

### E
| Nom français ou francisé   | Noms latins ou latinisés                        | statut                                                                  | Code commune |
| -------------------------- | ----------------------------------------------- | ----------------------------------------------------------------------- | ------------ |
| Éauze (Gers)               | Elusa                                           | civitas au IIIe siècle, capitale de la Novempopulanie ou Aquitaine IIIe | 32 119       |
| Elne (Pyrénées-Orientales) | Illiberris, Castrum Helenae (BE)                | vicus                                                                   | 66 065       |
| Embrun (Hautes-Alpes)      | Eburodunum (HE), Ebrodunensium                  | civitas                                                                 | 05 046       |
| Entrains-sur-Nohain        | Intaranum, Intranum                             | vicus                                                                   | 58 109       |
| Épinal (Vosges)            | Calmonensis, Spinalis                           | vicus                                                                   | 88 160       |
| Épinay-sur-Orge (Essonne)  | Spinetum, Spinogelum, Spinoilum, Espinolum (MA) |                                                                         | 91 216       |
| Étampes (Essonne)          | Stampis (MA), Stampae                           | vicus                                                                   | 91 223       |
| Eu (Seine-Maritime)        | Briga                                           |                                                                         | 76 255       |
| Évaux-les-Bains (Creuse)   | Ivaonum                                         | vicus ?                                                                 | 23 076       |
| Évreux (Eure)              | Mediolanum Aulercorum (HE)                      | civitas                                                                 | 27 229       |

### F
| Nom français ou francisé         | Noms latins ou latinisés               | statut  | Code commune |
| -------------------------------- | -------------------------------------- | ------- | ------------ |
| Feurs (Loire)                    | Forum Segusiavorum Libera (HE)         | civitas | 42 094       |
| Flavigny-sur-Ozerain (Côte-d'Or) | Flaviniacum (HE), Flaviacum (MA ou TM) |         | 21 271       |
| Fréjus (Var)                     | Forum Julii (HE)                       | colonie | 83 061       |

### G
| Nom français ou francisé | Noms latins ou latinisés             | statut                  | Code commune |
| ------------------------ | ------------------------------------ | ----------------------- | ------------ |
| Gap (Hautes-Alpes)       | Vapincum                             | camp romain et canabae  | 05 061       |
| Grand (Vosges)           | Andesina                             | sanctuaire gallo-romain | 88 212       |
| Grenoble (Isère)         | Cularo (Jusqu'en 381), Gratianopolis | vicus puis civitas      | 38 185       |
| Gye (Meurthe-et-Moselle) | Gaiacum                              |                         |              |

### H
| Nom français ou francisé  | Noms latins ou latinisés                                                                | statut                                                | Code commune |
| ------------------------- | --------------------------------------------------------------------------------------- | ----------------------------------------------------- | ------------ |
| Harfleur (Seine-Maritime) | Caracotinum (BE)                                                                        | vicus                                                 | 76 341       |
| Hettange-Grande (Moselle) | Caranusca                                                                               | vicus                                                 | 57 323       |
| Hillion (Côtes d'Armor)   | Iliacus Roboris                                                                         | mutatio ou mansio                                     | 22 081       |
| Hirson (Aisne)            | Iricio (MA)                                                                             |                                                       | 02 381       |
| Hyères (Var)              | Olbia (G: vers 325 av. J.-C.), Pomponiana (RR : IIe siècle av. J.-C.), Eyras (MA : 963) | colonie grecque de Massalia et port de galères romain | 83 069       |

### I
| Nom français ou francisé | Noms latins ou latinisés | statut | Code commune |
| ------------------------ | ------------------------ | ------ | ------------ |
| Issoire (Puy-de-Dôme)    | Isiodorensis             |        | 63 178       |
| Issoudun (Indre)         | Uxeldunum (HE)           | vicus  | 36 088       |
| Izernore (Ain)           | Isarnodurum (HE)         | vicus  | 01 192       |

### J
| Nom français ou francisé        | Noms latins ou latinisés                          | statut               | Code commune |
| ------------------------------- | ------------------------------------------------- | -------------------- | ------------ |
| Javols (Lozère)                 | Andéritum (HE), Anderitum Gabalorum               | chef-lieu de civitas | 48 076       |
| Jouars-Pontchartrain (Yvelines) | Diodurum (HE)                                     | vicus                | 78 321       |
| Jublains (Mayenne)              | Noviodunum (HE), civitas Diablintum vers 400 (BE) | chef-lieu de civitas | 53 122       |

### K
| Nom français ou francisé | Noms latins ou latinisés   | statut  | Code commune |
| ------------------------ | -------------------------- | ------- | ------------ |
| Kaysersberg (Haut-Rhin)  | Caesareum castrum          |         | 68 162       |
| Kembs (Haut-Rhin)        | Cambete                    | castrum | 68 163       |
| Kervignac (Morbihan)     | Plebs Veneaca (VIe siècle) |         | 56 094       |

### L
| Nom français ou francisé         | Noms latins ou latinisés                       | statut                                                                                   | Code commune |
| -------------------------------- | ---------------------------------------------- | ---------------------------------------------------------------------------------------- | ------------ |
| Lamothe-Capdeville (Lot)         | Cossa (Cos)                                    | vicus ou mansio                                                                          | 82 090       |
| Langeais ? (Maine-et-Loire)      | Alingavia                                      | vicus ?                                                                                  | 37 123       |
| Langres (Haute-Marne)            | Andemantunum (HE)                              | chef-lieu de civitas                                                                     | 52 269       |
| Laval (Mayenne)                  | Vallis Guidonis (MA)                           |                                                                                          | 53 130       |
| Lectoure (Gers)                  | Lactora (HE)                                   | civitas                                                                                  | 32 208       |
| Lescar (Pyrénées-Atlantiques)    | Beneharnum (HE)                                | civitas                                                                                  | 64 335       |
| Lezoux (Puy-de-Dôme)             | Ledoso Vico (MA)                               | vicus                                                                                    | 63 195       |
| Lille (Nord)                     | Isla (1066) (M)                                |                                                                                          |              |
| Lillebonne (Seine-Maritime)      | Juliobona (HE)                                 | chef-lieu de civitas                                                                     | 76 384       |
| Limoges (Haute-Vienne)           | Augustoritum (HE), Lemovicum (M ou TM)         | chef-lieu de civitas                                                                     | 87 085       |
| Lisieux (Calvados)               | Noviomagus Lexoviorum (HE), Lexovium (M ou TM) | chef-lieu de civitas                                                                     | 14 366       |
| Livry-Gargan (Seine-Saint-Denis) | Liberiacum                                     | villa                                                                                    | 93 046       |
| Lodève (Hérault)                 | Luteva / Forum Neronis[réf. nécessaire]        | civitas ?                                                                                | 34 142       |
| Lons-le-Saunier (Jura)           | Ledo salinarius                                | vicus                                                                                    | 39 300       |
| Luc-en-Diois (Drôme)             | Lucus Augusti (HE)                             | chef-lieu de civitas jusqu'au début du IIe siècle puis mansio                            | 26 167       |
| Lucciana (Haute-Corse)           | Mariana (HE)                                   | colonie                                                                                  | 2B 148       |
| Luxeuil-les-Bains (Haute-Saône)  | Luxovium (MA)                                  | vicus                                                                                    | 70 311       |
| Laon (Aisne)                     | Lugdunum Clavatum, Laudunum, Laudunensis       | vicus                                                                                    |              |
| Lyon (Rhône)                     | Lugdunum (HE)                                  | colonie, chef-lieu de civitas, capitale de la Gaule lyonnaise, capitale des trois Gaules | 69 123       |

### M
| Nom français ou francisé                     | Noms latins ou latinisés                                                          | statut               | Code commune |
| -------------------------------------------- | --------------------------------------------------------------------------------- | -------------------- | ------------ |
| Mâcon (Saône-et-Loire)                       | Matisco (HE)                                                                      | vicus                | 71 270       |
| Mandeure (Doubs)                             | Epomanduodurum (HE)                                                               | vicus                | 25 367       |
| Le Mans (Sarthe)                             | Vindunum (HE), Cenomannum                                                         | chef-lieu de civitas | 72 181       |
| Marseille (Bouches-du-Rhône)                 | Massalia, Massilia, Phocea (G)                                                    | cité pérégrine       | 13 055       |
| Maubeuge (Nord)                              | Malbodium (seconde moitié du IIIe siècle)                                         | vicus ?              | 59 392       |
| Meaux (Seine-et-Marne)                       | Iatinum (HE), civitas Meldorum (BE), Meldum                                       | chef-lieu de civitas | 77 284       |
| Melun (Seine-et-Marne)                       | Metlosedum, puis Melodunum                                                        | vicus                | 77 288       |
| Mende (Lozère)                               | Mimate                                                                            | vicus                | 48 095       |
| Mesves-sur-Loire (Nièvre)                    | Massava                                                                           |                      | 58164        |
| Metz (Moselle)                               | Divodurum Mediomatricorum (HE), Civitas Mediomatricorum (BE) ; Mettis, Metis (MA) | chef-lieu de civitas | 57 463       |
| Meudon (Hauts-de-Seine)                      | Meclodunum, Milidonem (MA)                                                        | vicus ?              | 92 048       |
| Meung-sur-Loire (Loiret)                     | Magdunum                                                                          | vicus ?              |              |
| Mézin (Lot-et-Garonne)                       | Medicinum (MA)                                                                    |                      | 47 167       |
| Millau quartier de La Graufesenque (Aveyron) | Condatomagus (HE)                                                                 | vicus                | 12 145       |
| Moingt (Loire)                               | Aquis Segete (HE), Modonium (MA)                                                  | vicus                | 42 144       |
| Montargis (Loiret)                           | Morita Regulo, Mons Argi ?                                                        | vicus                | 45 208       |
| Montauban (Tarn-et-Garonne)                  | Montalbani (MA)                                                                   | bastide              | 82 000       |
| Montbéliard (Doubs)                          | Montebelgardi, Montem Billiardae                                                  | vicus                | 25 388       |
| Montereau-Fault-Yonne (Seine-et-Marne)       | Condate Senonum                                                                   | vicus ?              | 77 305       |
| Montpellier (Hérault)                        | Monspessulanum (génitif : Montispessulani)                                        | civitas              | 34 172       |
| Moûtiers (Savoie)                            | Darantasia                                                                        |                      |              |

### N
| Nom français ou francisé                    | Noms latins ou latinisés                                                                      | statut                                                                          | Code commune |
| ------------------------------------------- | --------------------------------------------------------------------------------------------- | ------------------------------------------------------------------------------- | ------------ |
| Naix-aux-Forges (Meuse)                     | Nasium (HE)                                                                                   | civitas jusqu'à la fin du Ier siècle                                            | 55 370       |
| Nancy (Meurthe-et-Moselle)                  | Nantios, Nanceium                                                                             | civitas jusqu'à la fin du Ier siècle                                            | 54 395       |
| Nanterre (Hauts-de-Seine)                   | Nemetodurum (HE) puis Nemptodoro                                                              | vicus                                                                           | 92 050       |
| Nantes (Loire-Atlantique)                   | Condevincum (HE), Condevincum, Condivincum, Portus Namnetum (BE), Namnetes (VIe siècle)       | chef-lieu de civitas                                                            | 44 109       |
| Narbonne (Aude)                             | Narbo Martius (RR: 118 av. J.-C.)), Narbonensis (BE)                                          | colonie de droit romain, chef-lieu de civitas, capitale de la Gaule narbonnaise | 11 262       |
| Nasbinals (Lozère) site de Puech-Crémat-Bas | Ad Silanum                                                                                    | mansio                                                                          | 48 104       |
| Néris-les-Bains (Allier)                    | Aquae Nerii (HE), Aquae Neriae                                                                | vicus                                                                           | 03 195       |
| Neung-sur-Beuvron (Loir-et-Cher)            | Noviodunum Biturigum (HE)                                                                     | vicus                                                                           | 41 159       |
| Nevers (Nièvre)                             | Erbinum, Erbino (HE)                                                                          | vicus                                                                           | 58 194       |
| Nice (Alpes-Maritimes)                      | Nicaea, Nicia (G)                                                                             | pagus ou vicus dépendant de Marseille                                           | 06 088       |
| Nîmes (Gard)                                | Colonia Augusta Nemausus (RR)                                                                 | colonie de droit latin                                                          | 30 189       |
| Niort (Deux-Sèvres)                         | Novio Rito (HE) ; Niortum, Novirogus, Nyrax (M ou TM)                                         | vicus                                                                           | 79 191       |
| Nogent-sur-Marne (Val-de-Marne)             | De vico Novigento (MA) VIe siècle, Novigentum                                                 | vicus                                                                           | 94 052       |
| Noyon (Oise)                                | Noviomagus Veromanduorum (HE) ; Noviomium, Noviomense palatium, Noviomum, Novionum (MA ou TM) | vicus                                                                           | 60 471       |

### O
| Nom français ou francisé                   | Noms latins ou latinisés                                                      | statut         | Code commune |
| ------------------------------------------ | ----------------------------------------------------------------------------- | -------------- | ------------ |
| Ollioules (Var)                            | Oliva, Olivulas, Oliolis                                                      | vicus          | 83 090       |
| Oloron-Sainte-Marie (Pyrénées-Atlantiques) | Iluro                                                                         | vicus          | 64 422       |
| Orange (Vaucluse)                          | (Colonia Julia Secundanorum) Arausio (RR)                                     | colonie        | 84 087       |
| Orléans (Loiret)                           | Cenabum (HE), Aureliani, Aurelianense palatium, Aurelianum, Avrilanis civitas | pagus ou vicus | 45 234       |
| Ouanne (Yonne)                             | Odovna / Oduna                                                                |                | 89 283       |
| Ouessant (Finistère)                       | Uxantis, Uxisama, Axanta                                                      |                | 29 155       |

### P
| Nom français ou francisé                | Noms latins ou latinisés                                                                     | statut                        | Code commune |
| --------------------------------------- | -------------------------------------------------------------------------------------------- | ----------------------------- | ------------ |
| Paris                                   | Lutetia Parisiorum, Lutetia Parisiensis (HE), Lutetia apud Parisios, Parisiis (BE), Parisius | chef-lieu de civitas          | 75 056       |
| Périgueux (Dordogne)                    | Vesunna Petrocororium (HE)                                                                   | chef-lieu de civitas          | 24 322       |
| Péronne (Somme)                         | Peronam (MA : seconde moitié du VIe siècle)                                                  |                               | 80 620       |
| Pierremande (Aisne)                     | Petramantula (MA)                                                                            |                               | 02 599       |
| Poitiers (Vienne)                       | Limonum (HE), Pictavum                                                                       | chef-lieu de civitas          | 86 194       |
| Ponches-Estruval (Somme)                | Pontes                                                                                       | mansio ou mutatio             | 80 631       |
| Pontoise (Val-d'Oise)                   | Briva Isarae (HE), Pontem Hiserae, Pons Isarae, Pontisara                                    | vicus                         | 95 500       |
| Porto-Vecchio (Corse-du-Sud)            | Portus Syracusanus                                                                           |                               | 2A 247       |
| Port-Vendres (Pyrénées-Orientales)      | Portus Veneris                                                                               |                               | 66 146       |
| Provins (Seine-et-Marne)                | Agendicum ?                                                                                  | civitas ? ou vicus ?          | 77 379       |
| Puech Crémat-Bas à Nasbinals ? (Lozère) | Ad Silanum                                                                                   |                               | 48 104       |
| Le Puy-en-Velay (Haute-Loire)           | Anicium (HE), Podium in Velavium (TM)                                                        | civitas à partir du Ve siècle | 43 157       |

### Q
| Nom français ou francisé | Noms latins ou latinisés               | statut  | Code commune |
| ------------------------ | -------------------------------------- | ------- | ------------ |
| Quimper (Finistère)      | Aquilonia, Quimperia                   | civitas | 29 232       |
| Quimperlé (Finistère)    | Quimperlacum, Quimperlegium (MA ou TM) |         | 29 233       |

### R
| Nom français ou francisé       | Noms latins ou latinisés                                 | statut                                                                         | Code commune |
| ------------------------------ | -------------------------------------------------------- | ------------------------------------------------------------------------------ | ------------ |
| Rambouillet (Yvelines)         | Ramboletium, Rambolitum                                  | vicus                                                                          | 78 517       |
| Reims (Marne)                  | Durocortorum, Durocortoro sur Peutinger (HE), Remis (BE) | chef-lieu de civitas, capitale de la Gaule belgique (HE)                       | 51 454       |
| Rennes (Ille-et-Vilaine)       | Condate Redonum, Condate Riedonum (HE)                   | chef-lieu de civitas                                                           | 35 238       |
| Rezé (Loire-Atlantique)        | Ratiatum                                                 | vicus                                                                          | 44 143       |
| Riez (Alpes de Haute-Provence) | Colonia Julia Augusta Apollinarium Reiorum (HE)          | colonie                                                                        | 04 166       |
| Riom (Puy-de-Dôme)             | Ricomagum                                                |                                                                                |              |
| Rocroi (Ardennes)              | Ruper-Regia                                              |                                                                                |              |
| Rodez (Aveyron)                | Segodunum (HE), Civitas Rutenorum, Ruteni (BE)           | chef-lieu de civitas                                                           | 12 202       |
| Roiglise (Somme)               | Rodium                                                   | mansio ou mutatio (vicus]                                                      | 80 676       |
| Rom (Deux-Sèvres)              | Rauranum                                                 |                                                                                |              |
| Rouen (Seine-Maritime)         | Ratomagos (HE), Rotomagus (BE)                           | chef-lieu de civitas, capitale de la Lyonnaise seconde à la fin du IIIe siècle | 76 540       |

### S
| Nom français ou francisé                    | Noms latins ou latinisés | statut                                                                     | Code commune |
| ------------------------------------------- | --- | -------------------------------------------------------------------------- | ------------ |
| Saint-Bertrand-de-Comminges (Haute-Garonne) | Lugdunum Convenarum (HE), Civitas Convenarum (BE)                                                                              | civitas, colonie honoraire au IIe siècle                                   | 31 472       |
| Alleyras (Haute-Loire)                      | Condate | vicus                                                                      | 43 580       |
| Saint-Clair-sur-Epte (Val d'Oise)           | Petromantalum | vicus                                                                      | 95 541       |
| Saint-Cloud (Hauts-de-Seine)                | Noventium, Novigentum (MA), Sanctus Clodoaldus (M ou TM)                                                                       | vicus                                                                      | 92 064       |
| Saint-Denis (Seine-Saint-Denis)             | Catolacus (HE), Fanum Sancti Dionysii, Sanctus Dionysius                                                                       | vicus                                                                      | 93 066       |
| Saint-Flour (Cantal)                        | Indiciacum | vicus                                                                      |              |
| Saint-Georges-de-Montaigu (Vendée)          | Durivum | vicus                                                                      | 85 217       |
| Saint-Georges-de-Reneins (Rhône)            | Ludna | vicus                                                                      |              |
| Saint-Germer-de-Fly (Oise)                  | Flavia ; Flaviacum (MA ou TM)                                                                                                  |                                                                            | 60 577       |
| Saint-Honoré-les-Bains (Nièvre)             | Aquis Nisineii, Aquis Nisinaeï sur Peutinger                                                                                   |                                                                            | 58 246       |
| Saint-Jean-de-Maurienne (Savoie)            | Maurienna |                                                                            | 73 248       |
| Saint-Jean-de-Muzols (Ardèche)              | Muzolium | vicus                                                                      | 07 245       |
| Saint-Lizier (Ariège)                       | Lugdunum Consoranorum ? Civitas Consorannorum                                                                                  | vicus puis civitas                                                         | 09 268       |
| Saint-Lô (Manche)                           | Briovera, Sanctus Laudus | vicus ?                                                                    | 50 502       |
| Saint-Ouen (Seine-Saint-Denis)              | S. Audoeni fanum, villa od. domus                                                                                              | vicus ?                                                                    |              |
| Saint-Paul-Trois-Châteaux (Drôme)           | Augusta Tricastinorum (HE), Sanctus Paulus Tricastinorum (M ou TM)                                                             | civitas                                                                    | 26 324       |
| Saint-Paulien (Haute-Loire)                 | Ruessium, Ruessio, Sanctus Paulianus                                                                                           | chef-lieu de civitas jusqu'au Ve siècle                                    | 43 216       |
| Saint-Quentin (Aisne)                       | Augusta Viromanduorum (HE), Sanctus Quintinus (TM)                                                                             | chef-lieu de civitas                                                       | 02 691       |
| Saint-Rémy-de-Provence (Bouches-du-Rhône)   | Glanum (G) puis (HE), Sanctus Remigius                                                                                         | chef-lieu de civitas                                                       | 13 100       |
| Sainte-Gemmes-le-Robert (Mayenne)           | Robrica, Robricaria (Rubricaire)                                                                                               | mansio ?                                                                   | 53 218       |
| Saintes (Charente-Maritime)                 | Mediolanum Santonum | chef-lieu de civitas, capitale de la Gaule aquitaine du Ier au IIIe siècle | 17 415       |
| Salt-en-Donzy (Loire)                       | Aquis Salientes |                                                                            | 42 296       |
| Sarrebourg (Moselle)                        | Ponte Saravi, Pons Saravi |                                                                            |              |
| Saulieu (Côte d'Or)                         | Sidvo, Sidolocus ou Sedelocus                                                                                                  | vicus                                                                      | 21 584       |
| Saverne (Bas-Rhin)                          | Tres Tabernæ |                                                                            |              |
| Sceaux-du-Gâtinais (Loiret)                 | Aquis Segeste (HE) | vicus                                                                      | 45 303       |
| Sées (Orne)                                 | Civitas Sagiensis (BE), Sagii                                                                                                  | chef-lieu de civitas                                                       | 61 464       |
| Senez (Alpes-de-Haute-Provence)             | Sanitensium ou Salinensium (HE), civitas Sanitiensum (vers 400), Sanetia (VIe siècle), puis Senaciensis comitatum (IXe siècle) | civitas                                                                    | 04 204       |
| Senlis (Oise)                               | Augustomagus (HE), Sulbanectis, Silvanectis, Sylvanectis, Silvanectum (BE)                                                     | chef-lieu de civitas                                                       | 60 612       |
| Sens (Yonne)                                | Agedincum puis Agedicum, Agiedicum, Agedincum, Senonum                                                                         | chef-lieu de civitas, capitale de la 4e Lyonnaise (Senonia) au IVe siècle  | 89 387       |
| Sisteron (Alpes-de-Haute-Provence)          | Segustero (HE) | chef-lieu de civitas entre le IIe siècle et la fin du IVe siècle           | 04 209       |
| Soissons (Aisne)                            | Augusta Suessionum (HE), Suessionis (BE)                                                                                       | chef-lieu de civitas                                                       | 02 722       |
| Strasbourg (Bas-Rhin)                       | Argentoratum (HE), Augusta Argentorate                                                                                         | camp romain et canabae ?                                                   | 67 482       |
| Suèvres (Loir-et-Cher)                      | Sodobrium |                                                                            | 67 482       |

### T
| Nom français ou francisé                | Noms latins ou latinisés                                                          | statut                                                                 | Code commune |
| --------------------------------------- | --------------------------------------------------------------------------------- | ---------------------------------------------------------------------- | ------------ |
| Tarascon (Bouches-du-Rhône)             | Nerluc puis Tarusco                                                               | vicus                                                                  | 13 108       |
| Tarbes (Hautes-Pyrénées)                | Tarba                                                                             | vicus?, pagus?                                                         | 65 440       |
| Thérouanne (Pas-de-Calais)              | Colonia Morinorum (HE), Tarvenna, Tervanna                                        | civitas                                                                | 62 811       |
| Thésée (Loir-et-Cher)                   | Tasciaca                                                                          | vicus                                                                  | 41 258       |
| Thorame-Haute (Alpes-de-Haute-Provence) | Eturamina                                                                         | civitas                                                                | 04 218       |
| Toul (Meurthe-et-Moselle)               | Tullum Leucorum (HE)                                                              | vicus puis Chef-lieu de civitas à la fin du Ier siècle                 | 54 528       |
| Toulon (Var)                            | Telo Martius (HE)                                                                 |                                                                        | 83 137       |
| Toulouse (Haute-Garonne)                | Tolosa (HE) puis Palladia Tolosa (2e moitié du Ier siècle)                        | colonie romaine, chef-lieu de civitas                                  | 31 555       |
| Tours (Indre-et-Loire)                  | Caesarodunum (HE), Turoni, Augusta Turonum, T(h)oronus, Turonica civitas, Turones | chef-lieu de civitas, capitale de la Lyonnaise troisième au IVe siècle | 37 261       |
| Triguères (Loiret)                      | Vellaunodunum ?                                                                   | vicus ?                                                                | 45 329       |
| Troyes (Aube)                           | Augustobona (HE), Tricassium (BE :à partir du IIIe siècle)                        | chef-lieu de civitas                                                   | 10 387       |

### U
| Nom français ou francisé | Noms latins ou latinisés | statut | Code commune |
| ------------------------ | ------------------------ | ------ | ------------ |
| Usson-en-Forez (Loire)   | Icidmago, Iciomago       | vicus  |              |
| Uzerche (Corrèze)        | Usercam                  | vicus  | 19 276       |
| Uzès (Gard)              | Ucetia                   | vicus  | 30 334       |

### V
| Nom français ou francisé                               | Noms latins ou latinisés                                                    | statut                            | Code commune |
| ------------------------------------------------------ | --------------------------------------------------------------------------- | --------------------------------- | ------------ |
| Vaison-la-Romaine (Vaucluse)                           | Vasio (HE)                                                                  | civitas                           | 84 137       |
| Valence (Drôme)                                        | Valentia (HE)                                                               | colonie                           | 26 362       |
| Valognes (Manche)                                      | Aulauna                                                                     | colonie ?                         | 50 615       |
| Vannes (Morbihan)                                      | Darioritum, Venetum (HE)                                                    | civitas                           | 56 260       |
| Varaire (Lot)                                          | Varadeto                                                                    |                                   |              |
| Venasque (Vaucluse)                                    | Vindisca                                                                    | vicus                             | 84 143       |
| Vence (Alpes-Maritimes)                                | Vintia, Vincium                                                             | civitas                           | 06 157       |
| Vendôme (Loir-et-Cher)                                 | Pagus Vindocinensis (Ve siècle), Vindocino[source insuffisante], Vindocinum | pagus ou vicus                    | 41 269       |
| Verdun (Meuse)                                         | Verodunum                                                                   | pagus puis castrum au IIIe siècle | 55 545       |
| Vernon (Eure)                                          | Vernum (MA)                                                                 | vicus ?                           | 27 681       |
| Versailles (Yvelines)                                  | Versaliae                                                                   |                                   | 78 646       |
| Vichy (Allier)                                         | Aquae Calidae (HE), Aquae Vippiacenses, Vippiacum                           | vicus                             | 03 200       |
| Le Vieil-Évreux (Eure)                                 | Gisacum (HE)                                                                | vicus                             | 27 684       |
| Viellevigne (Loire-Atlantique)                         | Vetula Vinea                                                                |                                   |              |
| Vienne (Isère)                                         | Colonia Julia Viennensis, Vienna Allobrogium (HE)                           | colonie                           | 38 544       |
| Vienne-en-Val (Loiret)                                 | Viennavicus (HE)                                                            | vicus                             | 45 335       |
| Vieux (Calvados)                                       | Aregenua (HE)                                                               | civitas                           | 14 747       |
| Vihiers (Maine-et-Loire)                               | Vierium                                                                     | vicus                             | 49 373       |
| Villards-d'Héria (Jura)                                | Sequani                                                                     | vicus                             | 39 561       |
| Villeneuve-sur-Lot, quartier d'Eysses (Lot-et-Garonne) | Excisum (HE)                                                                | civitas                           | 47 323       |
| Villetelle (Hérault)                                   | Ambrussum (HE)                                                              | vicus                             | 34 340       |
| Vouillé (Vienne)                                       | Voglada                                                                     | vicus                             | 86 294       |

### W
| Nom français ou francisé | Noms latins ou latinisés | statut       | Code commune |
| ------------------------ | ------------------------ | ------------ | ------------ |
| Wissant (Pas-de-Calais)  | Portus Itius ?           | port antique | 62 899       |
| Wizernes (Pas-de-Calais) | Weserinium (MA : 844)    |              | 62 902       |

### X
| Nom français ou francisé      | Noms latins ou latinisés | statut | Code commune |
| ----------------------------- | ------------------------ | ------ | ------------ |
| Xonville (Meurthe-et-Moselle) | Sionevilla (MA : 849)    |        | 54 599       |

### Y
| Nom français ou francisé | Noms latins ou latinisés | statut | Code commune |
| ------------------------ | ------------------------ | ------ | ------------ |
| Yutz (Moselle)           | Judicium                 |        |              |
| Yzeure (Allier)          | Isodrus (MA)             |        | 03 321       |

### Z
| Nom français ou francisé | Noms latins ou latinisés | statut | Code commune |
| ------------------------ | ------------------------ | ------ | ------------ |
| Zoteux (Pas-de-Calais)   | Altaria en 1142          |        | 62 903       |

## Autres lieux
| Nom français ou francisé | Noms latins ou latinisés |
| ------------------------ | ------------------------ |
| Beaujolais               | Bellijocensis ager       |
| Belle-Île-en-Mer         | Vindilis                 |

### Introduction aux sources
- Paul-Marie Duval, avec une préface de André Vernet, La Gaule jusqu'au milieu du Ve siècle, Paris, Picard, 1971, 2 vol. (Les sources de l'histoire de France [sous la dir. de Robert Fawtier], 1) (OCLC 489569373) (table des matières en ligne).
- Adrien Blanchet, Les enceintes romaines de la Gaule : Étude sur l'origine d'un grand nombre de villes françaises, Paris, Ernest Leroux éditeur, 1907, 356 p., XXI planches (lire en ligne)

### Bases de données bibliographiques
- Données en archéologie, préhistoire et histoire, sur le net (DAPHNE), sous la dir. de la Maison René-Ginouvès, CNRS (en ligne).
- Bulletin analytique d'histoire romaine [depuis 1962], sous la dir. du Groupe de recherche d'histoire romaine (Strasbourg), éd. Association pour l'étude de la civilisation romaine, Strasbourg, depuis 1965  (ISSN 0525-1044) (OCLC 183333435) (données depuis 1990 en ligne).
- Anthropological Index Online [depuis 1957], sous la dir. de la Anthropology Library, British Museum (en ligne).

### Synthèses scientifiques à propos de la Gaule
- Carte archéologique de la Gaule [Pré-inventaire archéologique], sous la dir. de Michel Provost, Paris, Académie des inscriptions et belles-lettres, depuis 1988, 101 vol. (catalogue). = CAG
- Topographie chrétienne des cités de la Gaule, des origines au milieu du VIIIe siècle, sous la dir. de Nancy Gauthier, Jean-Charles Picard et Noël Duval, Paris, De Boccard, 1986-1989, 7 vol. parus (OCLC 16867475). Contenu : 1. Province ecclésiastique de Trèves (Belgica Prima), par Nancy Gauthier ; 2. Provinces ecclésiastiques d'Aix et d'Embrun (Narbonensis Secunda et Alpes Maritimae), par Yvette Duval, Paul-Albert Février, Jean Guyon. La Corse, par Philippe Pergola ; 3. Provinces ecclésiastiques de Vienne et d'Arles (Viennensis et Alpes Graiae et Poeninae), par Jacques Biarne, et al. ; 4. Province ecclésiastique de Lyon (Lugdunensis Prima), par Brigitte Beaujard, et al. ; 5. Province ecclésiastique de Tours (Lugdunensis Tertia), par Luce Pietri, Jacques Biarne ; 6. Province ecclésiastique de Bourges (Aquitania Prima), par Françoise Prévot, Xavier Barral i Altet ; 7. Province ecclésiastique de Narbonne (Narbonensis Prima), par Paul-Albert Février, Xavier Barral i Altet.

### Dictionnaires, encyclopédies et cartes
- [Daremberg & Saglio 1877-1919] Charles Victor Daremberg (dir.) et Edmond Saglio (dir.), Dictionnaire des Antiquités grecques et romaines, Paris, Hachette, 1877-1919, sur dagr.univ-tlse2.fr (Toulouse II-Le Mirail) (lire en ligne) et sur archive.org.
- [Orbis Latinus] Johann Grässe, Frederick Benedict (en), Helmut Plechl et Sophie-Charlotte Plechl, Orbis Latinus (en) oder Verzeichniss des lateinischer Benennungen des bekanntesten Stäte etc, Meere, Seen, Berge und Flüsse, Dresde, C. A. Werner, 1861 (réimpr. 1909 (2e éd.) ; Braunschweig, Klinkhardt und Biermann, Brunswick, 1972, 3 vol.), 1re éd., sur archive.org (lire en ligne)Liste de noms géographiques latins du Moyen Âge et des Temps modernes, donc pas nécessairement antiques. Cette compilation n'indique pas les sources des toponymes.
- [Pauly-Wissowa 1839-1980] August Pauly (dir.), Georg Wissowa (dir.), Wilhelm Kroll (de) (dir.) et al., Paulys Realencyclopädie der classischen Altertumswissenschaft, Stuttgart, éd. J. B. Metzler, 1893-1980, sur archive.org (lire en ligne). Der neue Pauly, sous la dir. de Hubert Cancik et Helmuth Schneider, 1996-2003  (ISBN 3-476-01470-3). (sur Wikisource, en allemand
- [Smith 1854] William Smith (dir.), Dictionary of Greek and Roman Geography [« Dictionnaire de géographie romaine et grecque »] (Perseus Project), Londres, éd. John Murray, 1854, sur perseus.tufts.edu (lire en ligne)Ce site (en anglais) offre un bon moteur de recherche pour les noms latins.
- [Stillwell et al. 1976] Richard Stillwell (dir.) et al., The Princeton encyclopedia of classical sites [« Encyclopédie Princeton des sites classiques »] (Perseus Project), Princeton  (N.J.), Princeton (NJ), University Press, 1976, 1019 p., sur perseus.tufts.edu (ISBN 0-691-03542-3, lire en ligne)Ce site (en anglais) offre un bon moteur de recherche pour les noms en anglais et en latin (ne reconnaît pas le français).
- [Talbert et al. 2000] Richard Talbert (dir.), Barrington Atlas of the Greek and Roman World [« Atlas Berrington du monde Grec et Romain »], Princeton (NJ), University Press, 2000 (ISBN 069103169X). « Map-By-Map Directory »(Archive.org • Wikiwix • Archive.is • Google • Que faire ?), sur mail.nysoclib.org, « Locator map »(Archive.org • Wikiwix • Archive.is • Google • Que faire ?), sur unc.edu et « Gazetteer »(Archive.org • Wikiwix • Archive.is • Google • Que faire ?), sur mail.nysoclib.org.

### Guides touristiques
- Gabriel Thiollier-Alexandrowicz, avec la collab. de Robert Bedon, préf. de Raymond Chevallier, Itinéraires romains en France, d'après la Table de Peutinger et l'Itinéraire d'Antonin, Dijon, Faton, 1996 (Guides monde et musées)  (ISBN 2-87844-036-6) (compléments en ligne).